# 瓜亞尼亞

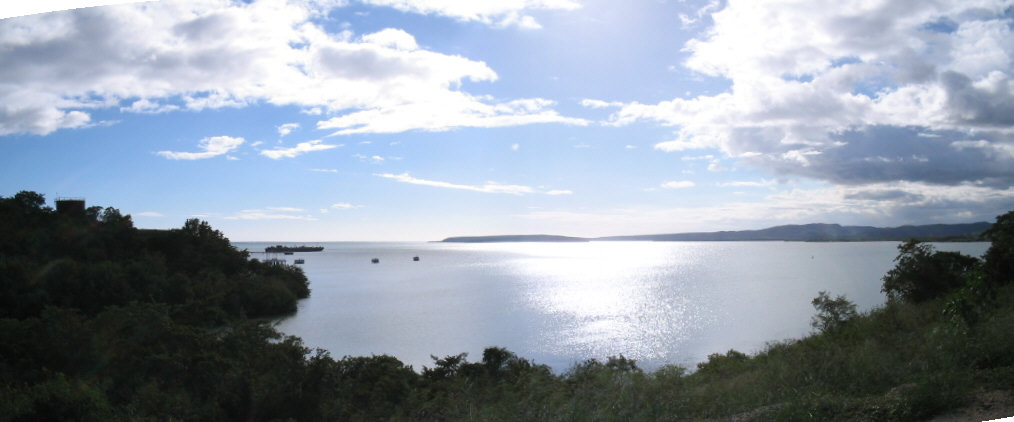

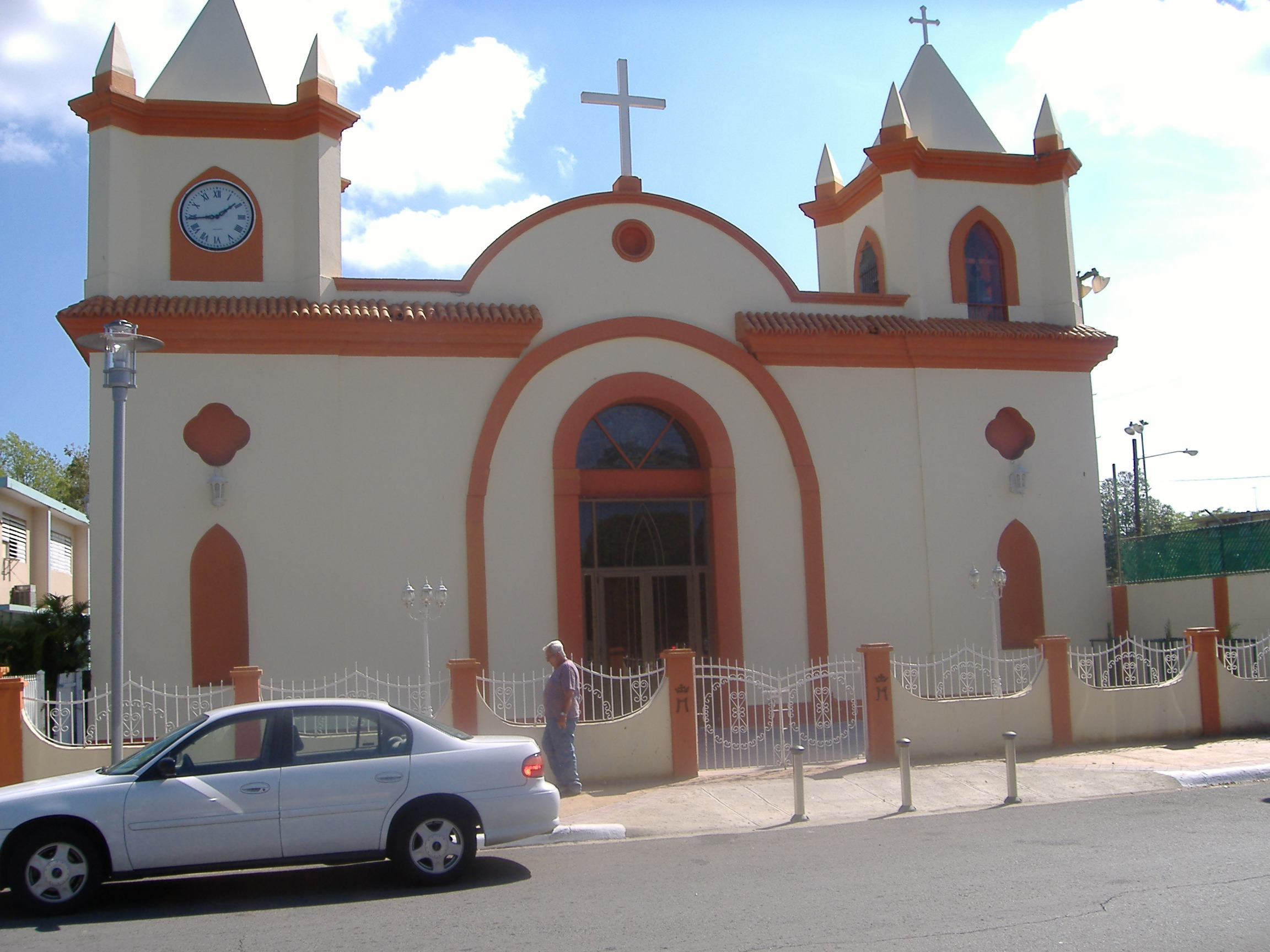

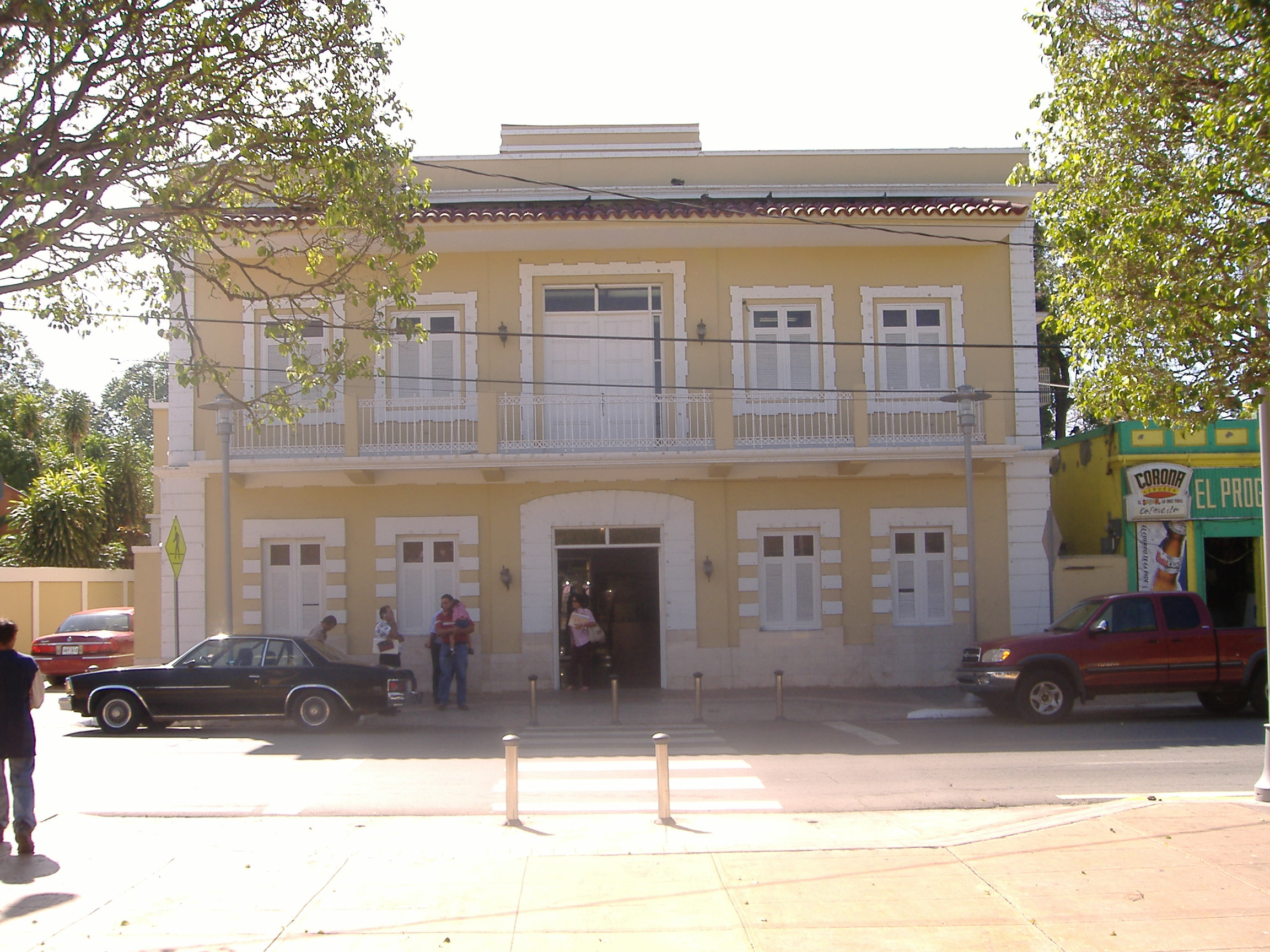

瓜亞尼亞（西班牙語：Guayanilla）是波多黎各的城鎮，位於該島南部，距離龐塞20公里，始建於1833年2月27日，面積110平方公里，海拔高度49米，2010年人口21,581，人口密度每平方公里200人。

## 外部連結
- Corsican surnames in Puerto Rico (486 surnames) （页面存档备份，存于）